# 中西部地域 (ブラジル)

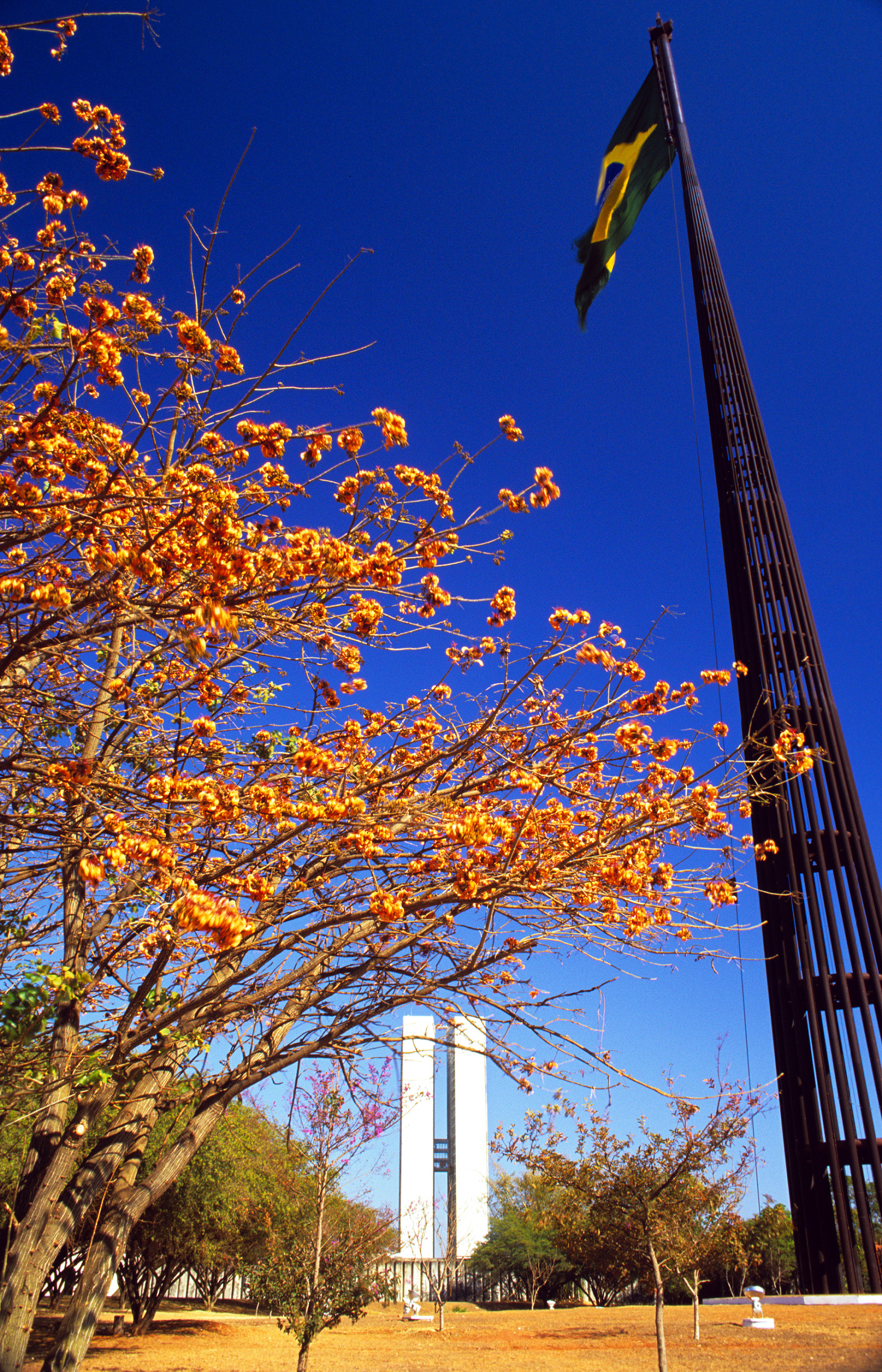
ブラジリアの国民会議場

中西部地域の気候区分。9割以上が熱帯モンスーン気候(Am)とサバナ気候(Aw)に覆われる。

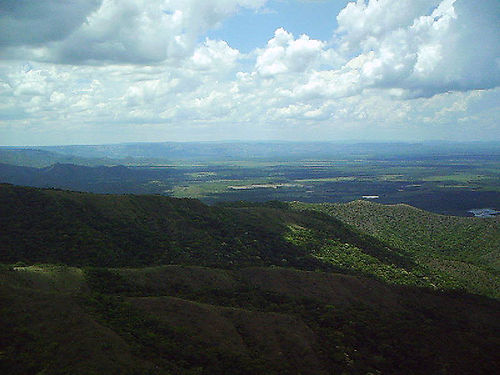
マット・グロッソ州のシャパダ・ドス・ギマランイス国立公園

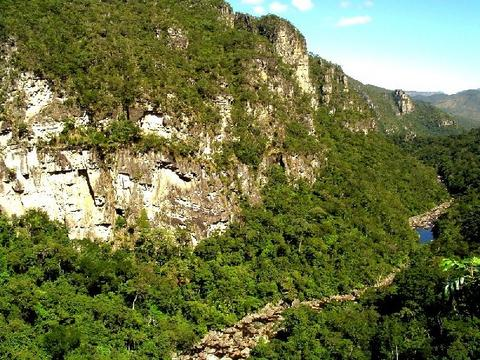
ゴイアス州の森

中西部地域(ポルトガル語: Região Centro-Oeste do Brasil)は、ブラジル中部の地域。
2016年の人口は1566万98人で、全国の7.6%を占め、5地域中最小。
最大都市は首都のブラジリア。
ゴイアス州、ブラジリア連邦直轄区、マット・グロッソ州、南マット・グロッソ州の4州から成る。

## 隣接地域
- 北西～北東：北部地域
- 東：北東部地域
- 南東：南東部地域
- 南：南部地域
- 南西：パラグアイ
- 西：ボリビア

## 歴史
1960年、リオ・デ・ジャネイロからブラジリアに遷都した。
これは内陸への陸上交通網を発達させ、人口増加の加速や地域の発展に大きく貢献した。
1979年、マット・グロッソ州を分割して南マット・グロッソ州を設置した。

## 主要都市
人口は2016年7月1日の値。
20万人以上の都市を記す。
- ブラジリア：287万5340人(首都)
- ゴイアニア：144万3160人(ゴイアス州州都)
- カンポ・グランデ：85万2390人(南マット・グロッソ州州都)
- クイアバ：57万4440人(マット・グロッソ州州都)
- アパレシダ・デ・ゴイアニア：53万1590人
- アナポリス：36万4380人
- ヴァールゼア・グランデ（英語版）：26万7160人
- ロンドノポリス（英語版）：21万560人

## 交通
- カンポ・グランデ国際空港：南マット・グロッソ州カンポ・グランデ市
- ゴイアニア空港（英語版）：ゴイアス州ゴイアニア市
- プレジデント・ジュセリノ・クビシェッキ国際空港：ブラジリア市
- マレシャウ・ロンドン国際空港（英語版）：マット・グロッソ州クイアバ市

## 教育

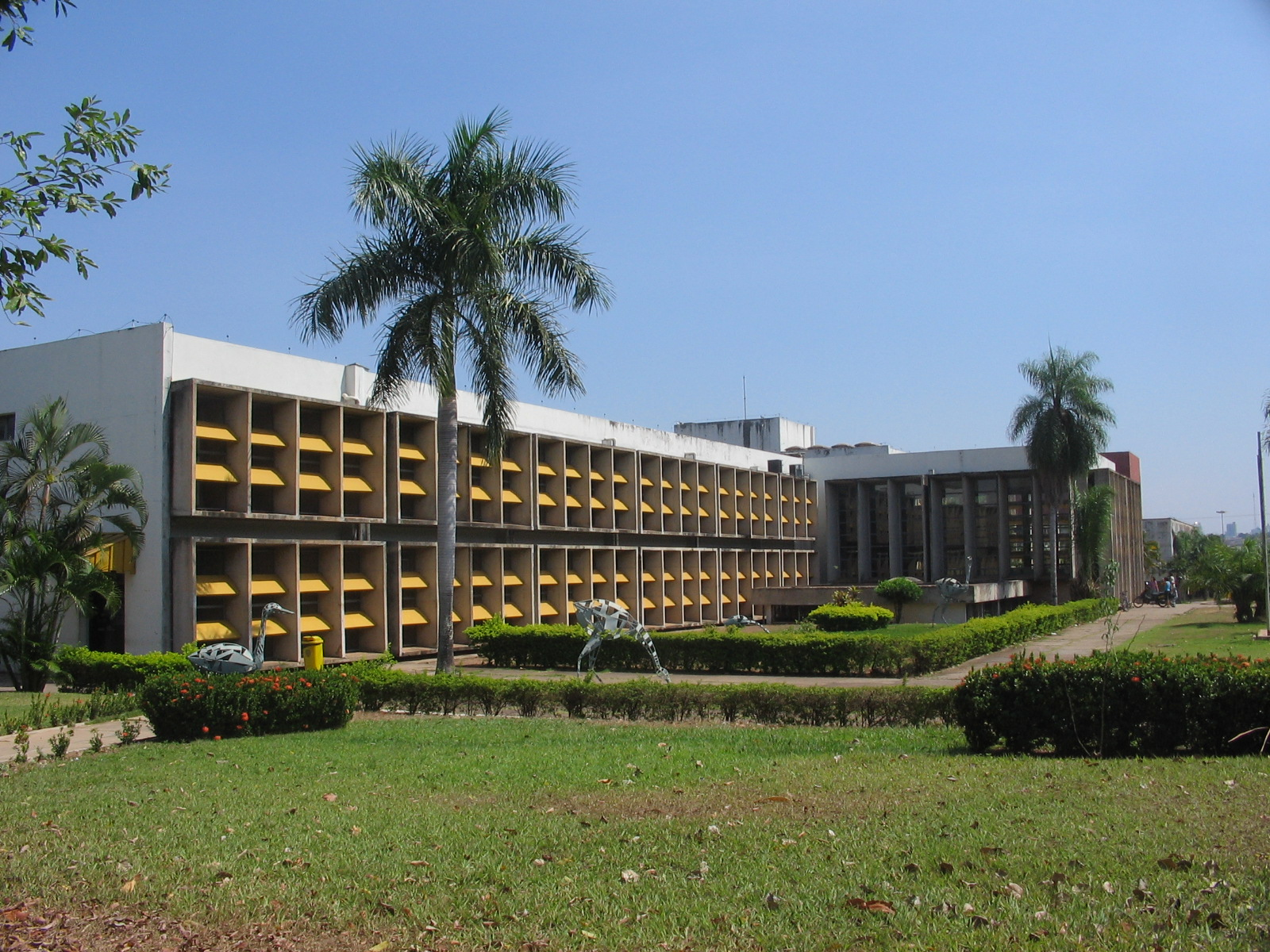
クイアバのマット・グロッソ連邦大学

- ゴイアス連邦大学（英語版）(UFG)
- ブラジリア大学（英語版）(UnB)
- マット・グロッソ連邦大学（英語版）(UFMT)
- 南マット・グロッソ連邦大学（英語版）(UFMS)